# Paraonides platybranchia
Paraonides platybranchia är en ringmaskart som först beskrevs av Hartman 1961.  Paraonides platybranchia ingår i släktet Paraonides och familjen Paraonidae. Inga underarter finns listade i Catalogue of Life.